# فیلودیوم پالچلوم
فیلودیوم پالچلوم (نام علمی: Phyllodium pulchellum) نام یک گونه از تیره باقلاییان است.